# Raposeira
Raposeira is een plaats (freguesia) in de Portugese gemeente Vila do Bispo en telt 441 inwoners (2001).